# Sollevamento pesi ai Giochi della XXII Olimpiade - Pesi mosca
La competizione della categoria pesi mosca (fino a 52 kg) di sollevamento pesi ai Giochi della XXII Olimpiade si è svolta il giorno 20 luglio 1980 all'Izmailovo Sports Palace di Mosca.

## Regolamento
La classifica era ottenuta con la somma delle migliori alzate delle seguenti 2 prove:
- Strappo
- Slancio

Su ogni prova ogni concorrente aveva diritto a tre alzate. In caso di parità vinceva il sollevatore che pesava meno.

## Risultati
| Pos.    | Atleta                 | Nazione          | Peso Atleta | Strappo | Strappo | Strappo | Strappo | Slancio | Slancio | Slancio | Slancio | Totale |
| Pos.    | Atleta                 | Nazione          | Peso Atleta | 1       | 2       | 3       | Tot     | 1       | 2       | 3       | Tot     | Tot    |
| ------- | ---------------------- | ---------------- | ----------- | ------- | ------- | ------- | ------- | ------- | ------- | ------- | ------- | ------ |
| Oro     | Kanıbek Osmonaliev     | Unione Sovietica | 51,70       | 102,5   | 107,5   | 110,0   | 107,5   | 132,5   | 137,5   | 142,5   | 137,5   | 245,0  |
| Argento | Ho Bong-chol           | Corea del Nord   | 51,90       | 105,0   | 110,0   | 113,0   | 110,0   | 135,0   | 140,0   | 140,0   | 135,0   | 245,0  |
| Bronzo  | Han Gyong-si           | Corea del Nord   | 52,00       | 105,0   | 110,0   | 113,0   | 110,0   | 135,0   | 140,0   | 140,0   | 135,0   | 245,0  |
| 4       | Béla Oláh              | Ungheria         | 52,10       | 102,5   | 107,5   | 110,0   | 110,0   | 130,0   | 135,0   | 135,0   | 135,0   | 245,0  |
| 5       | Stefan Leletko         | Polonia          | 51,70       | 100,0   | 105,0   | 107,5   | 105,0   | 130,0   | 135,0   | 140,0   | 135,0   | 240,0  |
| 6       | Ferenc Hornyák         | Ungheria         | 52,00       | 102,5   | 107,5   | 110,0   | 107,5   | 130,0   | 130,0   | 135,0   | 130,0   | 237,5  |
| 7       | Francisco Casamayor    | Cuba             | 51,45       | 97,5    | 102,5   | 105,0   | 102,5   | 127,5   | 127,5   | 130,0   | 130,0   | 232,5  |
| 8       | Adyaagiin Jügdernamjil | Mongolia         | 51,65       | 90,0    | 95,0    | 97,5    | 97,5    | 117,5   | 122,5   | 122,5   | 117,5   | 215,0  |
| 9       | Gaetano Tosto          | Italia           | 51,95       | 90,0    | 95,0    | 97,5    | 95,0    | 112,5   | 117,5   | 120,0   | 120,0   | 215,0  |
| 10      | Ioannis Katsaindonis   | Grecia           | 51,70       | 90,0    | 95,0    | 95,0    | 95,0    | 112,5   | 117,5   | 117,5   | 112,5   | 207,5  |
| 11      | Humberto Fuentes       | Venezuela        | 52,00       | 90,0    | 90,0    | 90,0    | 90,0    | 117,5   | 127,5   | 127,5   | 117,5   | 207,5  |
| 12      | Giuseppe Chiapparo     | Belgio           | 51,65       | 85,0    | 85,0    | 90,0    | 90,0    | 110,0   | 115,0   | 115,0   | 110,0   | 200,0  |
| 13      | Raúl Diniz             | Portogallo       | 51,60       | 82,5    | 87,5    | 87,5    | 82,5    | 115,0   | 120,0   | 122,5   | 115,0   | 197,5  |
| 14      | Imade Kadro            | Siria            | 51,45       | 77,5    | 85,0    | 87,5    | 85,0    | 105,0   | 110,0   | 110,0   | 105,0   | 190,0  |
| 15      | Almabruk Mahmud Mahmud | Libia            | 51,95       | 85,0    | 85,0    | 87,5    | 85,0    | 105,0   | 105,0   | 105,0   | 105,0   | 190,0  |
| 16      | Durval de Moraes       | Brasile          | 51,25       | 80,0    | 85,0    | 85,0    | 80,0    | 107,5   | 112,5   | 112,5   | 107,5   | 187,5  |
| -       | Karunagaran Ekambaram  | India            | 51,90       | 90,0    | 95,0    | -       | 90,0    | -       | -       | -       | -       | DNF    |
| -       | Dorjiin Enkhbaatar     | Mongolia         | 51,65       | 90,0    | 95,0    | 95,0    | 90,0    | 120,0   | 120,0   | 120,0   | -       | DNF    |